# Spider-Man (computerspel uit 2018)
Spider-Man (ook bekend als Marvel's Spider-Man) is een action-adventurespel ontwikkeld door Insomniac Games. Het spel wordt uitgegeven door Sony Interactive Entertainment en kwam op 7 september 2018 uit voor de PlayStation 4. Het spel gebruikt dezelfde engine als Sunset Overdrive.
Spider-Man is gebaseerd op de gelijknamige superheld van Marvel Comics.
Het vervolg Spider-Man 2 werd op 9 september 2021 aangekondigd tijdens de PlayStation Showcase 2021.

## Gameplay
Het spel speelt zich af in een open wereld gebaseerd op New York. De speler speelt als Spider-Man, Mary Jane Watson en Miles Morales vanuit een derdepersoonsperspectief.

## Rolverdeling
| Acteur             | Rol                         |
| ------------------ | --------------------------- |
| Yuri Lowenthal     | Peter Parker / Spider-Man   |
| Laura Bailey       | Mary Jane Watson            |
| Tara Platt         | Yuri Watanabe               |
| Nancy Linari       | May Parker                  |
| William Salyers    | Otto Octavius               |
| Nadji Jeter        | Miles Morales               |
| Jacqueline Piñol   | Rio Morales                 |
| Russell Richardson | Jefferson Davis             |
| Mark Rolston       | Norman Osborn               |
| Scott Porter       | Harry Osborn                |
| Phil Morris        | Dr. Morgan Michaels         |
| Darin De Paul      | J. Jonah Jameson            |
| Nichole Elise      | Silver Sable                |
| Travis Willingham  | Wilson Fisk                 |
| Stephen Oyoung     | Martin Li / Mister Negative |
| Dave B. Mitchell   | Shocker                     |
| Josh Keaton        | Electro                     |
| Fred Tatasciore    | Rhino                       |
| Jason Spisak       | Scorpion                    |
| Dwight Schultz     | Vulture                     |
| Brian Bloom        | Taskmaster                  |
| Corey Jones        | Tombstone                   |
| Erica Lindbeck     | Black Cat                   |
| Stephanie Lemelin  | Screwball                   |
| Daniel Riordan     | Detective Mackey            |
| Keith Silverstein  | Hammerhead                  |
| Ike Amadi          | David Obademi               |
| Stan Lee           | Short Order Cook            |

## Ontvangst
| Recensiescore       | Recensiescore |
| Recensieverzamelaar | Score         |
| ------------------- | ------------- |
| Metacritic          | 87/100        |
| Publicist           | Score         |
| Gamer.nl            | 9/10          |
| InsideGamer         | 9,4/10        |
| Power Unlimited     | 90/100        |
| XGN                 | 9/10          |

Spider-Man is hoofdzakelijk positief beoordeeld door recensenten. Het spel heeft een score van 87 uit 100 op recensieverzamelaar Metacritic.